# 布森豪森
布森豪森是德国莱茵兰-普法尔茨州的一个市镇。总面积3.02平方公里，总人口326人，其中男性165人，女性161人（2011年12月31日），人口密度108人/平方公里。